# Domitii
Légende :
♦Patricien, ♦Plébéien, ♦Consulaire, ♦Sénatorial, ♦Équestre
Gens et Liste des gentes romaines
Les Domitii (singulier: Domitius) sont les membres de la gens romaine Domitia, une famille d’origine plébéienne de Rome qui fournit un grand nombre de consuls et de magistrats à la république.
Ses principales branches portent les cognomina : Calvinus et Ahenobarbus. Le nom de cette dernière, qui signifie barbe d'airain ou barbe rousse, vient, selon Suétone, de ce que la barbe d'un certain L. Domitius fut tout à coup changée de noire en rousse.

## Sous laRépublique

### Domitii Calvinii
- Cnaeus Domitius Calvinus, (v.-400 - ?)
  - Cnaeus Domitius Calvinus, (v.-370 - ap.-332), consul en –332 ;
    - Cnaeus Domitius Calvinus Maximus, (v.-330 - ap.-280), consul en –283 ;
      - ? (Domitius Calvinus), (v.-300 - ?)
        - ? (Domitius Calvinus), (v.-270 - ?)
          - ? (Domitius Calvinus), (v.-230 - ?)
            - ? (Domitius Calvinus), (v.-200 - ?)
              - ? Marcus Domitius Calvinus, (v.-160 - ?);
                - Marcus Domitius Calvinus, (v.-122 - -80), préteur en -81;
                  - Cnaeus Domitius Calvinus, (v.-90 - v.-20), consul en -53 et -40 ;
                    - Cnaeus Domitius Calvinus, (v.-70 - -49), préfet de cavalerie en -49;
                    - Domitia, (v.-60 -?), épouse de Lucius Calpurnius Bibulus;

### Domitii Aenobarbi
- Lucius Domitius Ahenobarbus, (v.-330 - ?)
  - Lucius Domitius Ahenobarbus, (v.-300 - ?)
    - Lucius Domitius Ahenobarbus, (v.-270 - ?)
      - Cnaeus Domitius Ahenobarbus, (v.-235 - ap.-190), consul en -192 ;
        - Cnaeus Domitius Ahenobarbus (en), (v.-205 - ap.-162), consul suffect en -162 ;
          - Cnaeus Domitius Ahenobarbus, (v.-165 - -104), consul en -122 ;
            - Cnaeus Domitius Ahenobarbus, (v.-140 - -89), consul en -96 ;
              - Cnaeus Domitius Ahenobarbus, (v.-105 - -81)
              - Lucius Domitius Ahenobarbus, (v.-98 - -46), consul en -54 ;
                - Atilius Serranus Domitianus, (v.-75 - -54), fils adoptif d'Atilius Serranus;
                - Cnaeus Domitius Ahenobarbus, (v.-70 - -31) , consul en -32
                  - Lucius Domitius Ahenobarbus, (-49 - 25), consul en -16, proconsul d'Afrique[b 1];
                    - Domitia, (v.-7 - 59), épouse de Decimus Haterius Agrippa puis de Crispus Passienus;
                    - Domitia Lepida, (v.-5 - 54), épouse de Messalla Barbatus, puis de Cornelius Sulla, puis de Iunius Silanus;
                    - Cnaeus Domitius Ahenobarbus, (-2 - 40), consul en 32;
                      - Imp. Nero Claudius Caesar Augustus Germanicus, (15/12/37 - 9/6/68); fils adoptif de Claude, empereur romain en 54.

            - Lucius Domitius Ahenobarbus, (v.-138 - -82), consul en -94 ;
            - Domitia, (v.-135 - ?), épouse de Quintus Lutatius Catullus;

          - Lucius Domitius, (v.-160 - ap.-129), sénateur en -129

### Autres
- Domitius, ami de César tué en 49 av. J.-C.
- Domitius Apulo, sénateur romain partisans de Marc-Antoine en -43.

## Sous l’Empire

### Domitiid'Italie

#### Domitii Pollio
- Domitius Pollio, (v.-25 - ap.19), sénateur romain;
  - (Domitia), candidate au poste de vestale en 19

#### Domitii Corbulo
- Cnaeus Domitius Corbulo, (v.-15 - ap.21), préteur péregrin en 17, curator viae en 21, époux de Vistilia;
  - Cnaeus Domitius Corbulo, (v.5 - 67), consul suffect en 39, proconsul d'Asie;
    - (Domitia Corbula), (v.45/50 - ap.66), épouse Annius Vinicianus;
    - Domitia Longina, (v.50/5 - ap.126), épouse Aelius Lamia puis Domitien;

#### DomitiideVercelae
- Lucius Domitius Apollinaris, (v.50 - ap.v.105), consul suffect en 97;
  - Domitius Seneca, (v.73 - ?)
    - (Domit)ius Seneca, (v.100 - ap.142), consul suffect;

  - Domitia Vetilla, épouse de Lucius Neratius Marcellus;
  - (Domitius) Patruinus, (v.97 - ?)
    - Domitia Vetilla, épouse de Lucius Roscius Paculus;

  - (Domitia) Valeria Polla, propriétaire de briqueterie sous Hadrien;
  - (Domit)ia (Fa)dilla;

#### Domitii deVerona
- Marcus (Domitius), (v.-15 - ?);
  - Lucius Domitius Severus, (v.10 - ap.43/54), tribun militaire de la Legio XX Valeria Victrix;

#### Domitii Dexter
- Caius Domitius Dexter, (v.140 - ap.196), Préfet de Rome de 193 à 195, consul II en 196;
  - (Domitia), (v.170 - ?), épouse un (Servius Calpurnius);
    - Servius Calpurnius Domitius Dexter, (v.190 - ap.225), consul en 225;
      - Calpurnia Rufria Aemilia Domitia Severa, (v.210 - ap.225)

### Domitiid'Afrique
- Lucius (Domitius), (v.65 - ?);
  - Lucius Domitius Rogatus, (v.90 - ap.137), chevalier romain, ab epistulis en 137;

#### Domitii deBulla Regia
- Lucius (Domitius), (v.110 - ?);
  - Lucius Domitius Fabianus, (v.130 - ?);
  - Quintus Domitius Marcianus, (v.135 - ap.180), chevalier romain;

#### Domitii de Vina
- Lucius Domitius Gallicanus Papinianus, (v.195 - ap.239), consul suffect en 237/8;

### DomitiideBétique

#### Domitii deGadès
- Domitia Paulina, épouse de Publius Aelius Hadrianus Afer, mère d'Hadrien;

### Domitiide Narbonnaise
À la suite du proconsulat de Cnaeus Domitius Ahenobarbus sur la Gaule transalpine (future province de Gaule Narbonnaise), une partie des membres de l'élite gauloise de la province ont reçu la citoyenneté romaine des mains du proconsul, ainsi le nomen de Domitius fut très présent par la suite dans la province de Narbonnaise. 

#### Domitiid'Aquae Sextiae
- Lucius Domitius,
  - Lucius Domitius Maguntius, (v.-40 - ?);
    - Decimus Domitius Celer, (v.-15 - ap.25/40), tribun militaire, ami de Pison;
    - Domitius Macer, (v.-10 - ?), tribun militaire sous Tibère;

#### DomitiideNemausus
- Gnaeus Domitius Afer[1], (v.-5 - 59), orateur célèbre, préteur en 25, consul suffect en 39;
  - Gnaeus Domitius Curvius Lucanus, (v.40 - 93/4), lui et son frère Tullus ont été adopter par Domitius Afer, consul suffect vers 79;
    - Domitia Lucilla, (v.75 - v.123), fille adoptive de son oncle Tullus, épouse de Publius Calvisius Tullus Ruso.

  - Gnaeus Domitius Tullus, (v.40 - 108/9), consul suffect II en 98

#### DomitiideVienna
- Titus Domitius
  - (Titus?) Domitius Decidius, (v.15 - ap.48), préteur en 47/8.
    - Domitia Decidiana, (v.48 - ap.98), épouse de Cnaeus Julius Agricola

  - ? Titus Decidius Domitianus, procurateur d'Auguste en Lusitanie vers 64

### DomitiideDacie
- Publius Domitius, (v.190 - ?);
  - Imp. Caesar Lucius Domitius Aurelianus Aug., (9/9/214 - 9/275), empereur romain en 270[b 2];
    - (Domitia), (v.250 - ?)

  - (Domitia), (v.220 - ?);
    - (x), (v.250 - 270/5), executer par son oncle l'empereur Aurelien.

### DomitiideTarraconaise

#### Domitii deConsabura
- Marcus (Domitius), (v.35 - ?);
  - Lucius Domitius Dentonianus, (v.60 - ap.105/17), chevalier romain;

### DomitiideSyrie

#### Domitii deTyr
- (Domitius) Ulpianus, sophiste;
  - Domitius Ulpianus, (v.170 - 223), Préfet de l'annone, Préfet du prétoire en 222;

### DomitiideBithynie et Pont

#### Domitii dePrusias ad Hypium
- (Domitius), (v.120 - ?);
  - (Domitius), (v.145 - ?);
    - Marcus Domitius Stratocles, (v.165 - ?);
      - Marcus Domitius Paulianus Falco, (v.185 - ap.212)

    - ? Titus Domitius Valerianus, (v.170 - ap.210/1);
      - ? Marcus Domitius Valerianus, (v.195 - ap.238/9), consul suffect en 238/9;

  - Marcus Domitius Paulianus Falco, (v.150 - ap.189);

## Autres
- Domitius Balbus, vieux sénateur de rang prétorien en 61;
- Domitius Caecilianus, sénateur romain exécuter en 66.
- Domitius Silus, le premier époux d'Atria Galla, future femme de Caius Calpurnius Pison.
- Statius Domitius, tribun du prétoire en 65.
- Lucius Domitius Paris, (v.10 - 67), affranchie de Domitia Lepida Minor.
- Domitius Sabinus, tribun militaire de la legio XV Apollinaris durant la guerre de Judée en 67/70.
- Cnaeus Domitius Ponticus, légat du proconsul d'Afrique en 77/8.
- Domitius Rufus, procurateur à Neaspoleos, en Égypte, vers 154.
- Marcus Domitius Tert(ullus), procurateur d'Auguste en Sardaigne vers 198/210;
- Domitius Florus, édile designer en 205, tribun de la plèbe en 217;
- Domitius Leo Proscillianus, consul suffect, Préfet de Rome en 221/2;
- Cnaeus Domitius Philippus, (v.200 - ap.242), Préfet des vigiles, Préfet d'Égypte de 240 à 242;
- Lucius Domitius Domitianus, (v.255 - 3/297), usurpateur en Égypte en 296;
- Lucius Domitius Alexander, (v.270 - v.310), usurpateur en Afrique en 308.
- Domitius Zenophilus, (v.290 - ap.333), consul en 333;
- Domitius Modestus, (v.325 - ap.377), consul en 372;
- (Domitius) Infantius, (v.350 - ap.393), comes Orientis en 393, fils de Domitius Modestus;

## Pour approfondir